# Habogi
 (février 2015).
Si vous disposez d'ouvrages ou d'articles de référence ou si vous connaissez des sites web de qualité traitant du thème abordé ici, merci de compléter l'article en donnant les références utiles à sa vérifiabilité et en les liant à la section « Notes et références ».
Habogi est un conte de fées islandais qui provient de Die neuisländischen Volksmärchen. Le poète et spécialiste de contes écossais Andrew Lang l'a inclus dans The Brown Fairy Book en 1904.

## Résumé
Des trois filles engendrées par un couple, la plus jeune est aussi la plus belle et la plus aimable. Un jour, le père demande à ses filles quel nom devrait porter l'homme qui saura ravir leur cœur. La première répond qu'il devra se nommer Sigmund, un prénom très répandu. La deuxième choisit Sigurd, un prénom déjà porté  par sept hommes de leur village. La plus jeune, Helga, affirme qu'elle veut un mari nommé Habogi. Puisque personne n'a jamais entendu ce nom, toute la famille est surprise. Les deux aînées finissent donc par se marier et arrive alors un homme aux traits rudes au village qui se présente comme Habogi. Honorant sa parole, Helga accepte le mariage.
Après le mariage des deux sœurs, Habogi demande à Helga si elle veut bien le suivre sur un cheval magnifique à la selle rouge et or afin qu'elle puisse voir sa future résidence. Ils arrivent donc à une magnifique clairière où paissent de nombreux troupeaux de moutons, vaches et chevaux. Habogi promet à Helga qu'elle pourra choisir l'animal qu'elle préfère. 
Il l'apporte ensuite vers une petite maison délabrée et Helga s'étonne qu'une telle maison puisse aller avec un homme si riche. Or, en y entrant, Helga constate qu'elle est magnifiquement meublée. Prétextant les préparatifs du mariage, Habogi renvoie ensuite Helga chez elle en attendant le jour en question. Helga décide cependant de revenir avec ses sœurs qui se montrent jalouses des troupeaux du futur mari. Elles sourient en voyant la maison mais leur jalousie revient lorsqu'elles y pénètrent. C'est alors qu'elles décident de ruiner la robe de mariée d'Helga avec de la cendre mais Habogi, qui veillait, arrive pour les en empêcher et les sœurs deviennent la risée générale.
Le lendemain, la maison est mystérieusement transformée en palais et un homme admirable s'y tient. Il s'agit d'Habogi transformé.